# オープンアーキテクチャ
オープンアーキテクチャ (英語: Open Architecture) とは、主にコンピュータなどの分野で、設計や仕様などの全部または一部を、オープン（公開、開放）にしたアーキテクチャのこと
 。その範囲や公開の程度は多様であり議論も存在する。対比語はクローズド（閉鎖的）、プロプライエタリ（排他・専有的）など。

## 概要
オープンアーキテクチャの製品は、独自仕様の製品と比較してユーザーによる拡張や増設が容易である。オープンアーキテクチャは開発者やインテグレーターが必要とする製品仕様の一部または全部を公開するが、その際にライセンス取得を必要とするものも含まれる。オープンアーキテクチャのシステムは、ポータビリティ（可搬性）やインターオペラビリティ（相互運用可能性）により、多様な組み合わせを提供することで、ユーザーや他の機器にとってより制約の少ない利用を実現する。オープンアーキテクチャは、ネットワークやコンピュータ、オペレーティングシステムなどの構造において重要なもので、他のアプリケーション・ハードウェアやアプリケーション・ソフトウェアは、それ自体はオープンではないものを含め、それらの構造に適合するように作成される。
オープンアーキテクチャの代表例には、IBM PCおよびその派生であるPC/AT互換機や、Unix、Linuxなどがあり、多くのベンダーが参入した。IBM PCの場合は、基本的な回路図やBIOSを公開した結果、ソフトウェアとハードウェアの莫大な資産を生み出して市場形成に成功し、マイクロソフトにソフトウェアの巨大企業となるチャンスをもたらした。
公開の方法には、著作権や特許などで保護した独自技術を無償または低額で提供する、各種の提携や標準化団体により標準化し共有する、オープンソースのように最初から公開を前提としたライセンスを採用する、などの多様な方法・形態がある。
RISC-V 命令セットアーキテクチャは、オープンアーキテクチャを標榜しており、命令セットのマニュアルやその他関連文書がクリエイティブ・コモンズ・ライセンスでオープンになっている。
なお「RISC-V International は仕様をプロデュースするのみで、何らのハードウェアによる実装をプロバイドしない」「RISC-V 実装者は、RISC-V ISA 仕様と互換性のある、彼ら自身のハードウェアないしシミュレータソフトウェアを創造する。その実装はオープンソースかもしれないし商用かもしれない」と、オープンソースハードウェアの可能性を含みつつも同時にプロプライエタリなソフトプロセッサやハードプロセッサのIPコアも見据えた表明をしており、実際にオープンソースな実装もあれば、プロプライエタリな商品もある、という状況にある。またその表明でオープン標準（open standard）にも言及している。